# مارکوشوو
مارکوشوو (به لاتین: Markuszów) یک روستا در لهستان است که در گمینا مارکوشوو واقع شده‌است. مارکوشوو ۱٬۲۵۶ نفر جمعیت دارد.